# Sinagoga de Fossano
La sinagoga de Fossano, actualmente desaparecida, se encontraba en via IV Novembre, en la zona del antiguo gueto.
La presencia judía documentada en Fossano se remonta a 1319, en el juramento de lealtad a Felipe I de Piamonte, en el que aparecen "dos judíos" pero será a partir del siglo XVI que la comunidad israelita, procedente sobre todo de las purgas más allá de los Alpes, se establecerá en la ciudad.
Como en los otros guetos de la región, una sinagoga atendía las necesidades litúrgicas de la comunidad judía de Fossano. Después de la emancipación de 1848, la fuerte emigración hacia los principales centros condujo al rápido declive demográfico de la comunidad. En 1937 se desmanteló la sinagoga y su mobiliario barroco, similar en construcción a los de la sinagoga de Chieri, fue trasladado a la sinagoga de Turín, donde fueron destruidos durante el bombardeo de la misma en 1942. En 1960 fue demolido el edificio que albergaba la sinagoga. Nada como esto permanece hoy, en el sitio o en otro lugar, para recordarnos la presencia de lo que alguna vez fue una de las sinagogas barrocas más hermosas del Piamonte.